# Krasnoselți, Tărgoviște
Krasnoselți (în bulgară Красноселци) este un sat în comuna Omurtag, regiunea Tărgoviște,  Bulgaria. 

## Demografie
Componența etnică a satului Krasnoselți
     Turci (93,26%)
     Bulgari (3,36%)
     Nicio identificare (3,36%)
     Altele (0%)
La recensământul din 2011, populația satului Krasnoselți era de 208 locuitori. Din punct de vedere etnic, majoritatea locuitorilor (93,26%) erau turci, cu o minoritate de bulgari (3,36%). Pentru 3,36% din locuitori nu este cunoscută apartenența etnică.